# Vellore
Vellore (tamil வேலூர) è una città dell'India di 177.413 abitanti, capoluogo del distretto di Vellore, nello stato federato del Tamil Nadu. In base al numero di abitanti la città rientra nella classe I (da 100.000 persone in su).

## Geografia fisica
La città è situata a 12° 55' 60 N e 79° 7' 60 E e ha un'altitudine di 215 m s.l.m..

## Società

### Evoluzione demografica
Al censimento del 2001 la popolazione di Vellore assommava a 177.413 persone, delle quali 88.048 maschi e 89.365 femmine. I bambini di età inferiore o uguale ai sei anni assommavano a 18.883, dei quali 9.670 maschi e 9.163 femmine. Infine, coloro che erano in grado di saper almeno leggere e scrivere erano 131.215, dei quali 70.341 maschi e 60.874 femmine.

## Istruzione
Vellore è un importante polo universitario a causa della presenza di numerose istituzioni di istruzione terziaria: un'università statale (Thiruvalluvar University), un politecnico privato (il Vellore Institute of Technology), due poli medici (uno pubblico, il Government Vellore Medical College, e uno privato, il Christian Medical College and Hospital) e numerose altre istituzioni universitarie minori.
Il Christian Medical College & Hospital (CMCH), è uno dei maggiori ospedali in tutta l'area del sud-est asiatico, con diversi centri dislocati nel distretto di Vellore.

## Monumenti e luoghi d'interesse

### Fortezza
Unica del suo genere presente nell'estremo sud dell'India, la fortezza risale al XVI secolo e fu edificata durante il periodo dell'impero di Vijayanagara. Fu conquistata dai musulmani del sultanato di Bijapur dopo la battaglia di Talikota e successivamente al regno marathi. Durante le guerre di Mysore gli inglesi vi tennero prigionieri i figli di Tipu Sultan.
I bastioni di granito della fortezza sono circondati da un ampio fossato ancora pieno d'acqua e sono ancora in buono stato di conservazione. i vari edifici posti all'interno del forte sono utilizzati da vari uffici governativi.

### Tempio di Jalakanteshwara

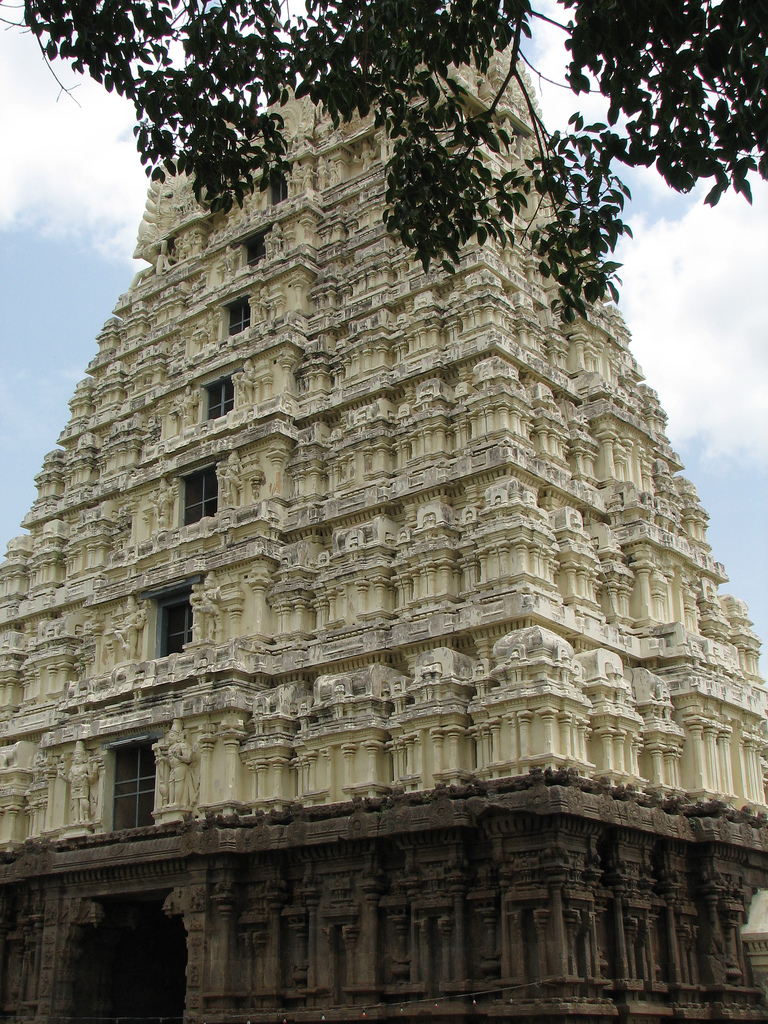
Il gopuram del tempio di Jalakanteshwara

È l'unico edificio di qualche interesse all'interno della fortezza, caratterizzato da un gopuram alto ben 30m, visibile a grandi distanze. Quando l'impero di Vijayanagara cadde e Vellore fu conquistata dai musulmani di Bijapur, il tempio fu invaso, razziato e sconsacrato; è stato riattivato ed è stato riconsacrato solo pochi anni or sono.
Il tempio è un tipico esempio dello stile di Vijayanagara: nel primo cortile, sulla sinistra, vi è una piattaforma colonnata con figure di mostri mitologici; il bordo della piattaforma è ornato da un fregio che riproduce posizioni tipiche della danza sacra. Alla estrema sinistra si può vedere un piccolo pannello con la rappresentazione di un elefante ed un toro che si fronteggiano con una sola testa.
Il secondo cortile è dominato da una grande immagine di Ganesh.